# Daniel Castro
Daniel Francisco Castro (ur. 3 lipca 1937) – hongkoński hokeista na trawie, uczestnik Letnich Igrzysk Olimpijskich 1964.
Na igrzyskach w Tokio Castro grał jako prawoskrzydłowy a pod koniec turnieju jako napastnik. Reprezentował Hongkong w pięciu z siedmiu spotkań. Sześć spotkań hongkońscy hokeiści przegrali, tylko jedno zremisowali (1–1 z Niemcami, Castro grał w tym spotkaniu). Hongkończycy zajęli ostatnie miejsce w swojej grupie i jako jedyna drużyna na turnieju nie odnieśli zwycięstwa. W klasyfikacji końcowej jego drużyna zajęła ostatnie 15. miejsce. 
Castro był w składzie Hongkongu na Igrzyskach Azjatyckich 1962 w Dżakarcie, na których drużyna ta osiągnęła szóste miejsce (odpadli w fazie grupowej, w której wygrali tylko z Koreańczykami 2–0). Cztery lata później zajął wraz z drużyną przedostatnie siódme miejsce (zwycięstwo tylko z Tajami).